# Halsskov Odde
Koordinaten: 55° 20′ 52,1″ N, 11° 5′ 37,3″ O

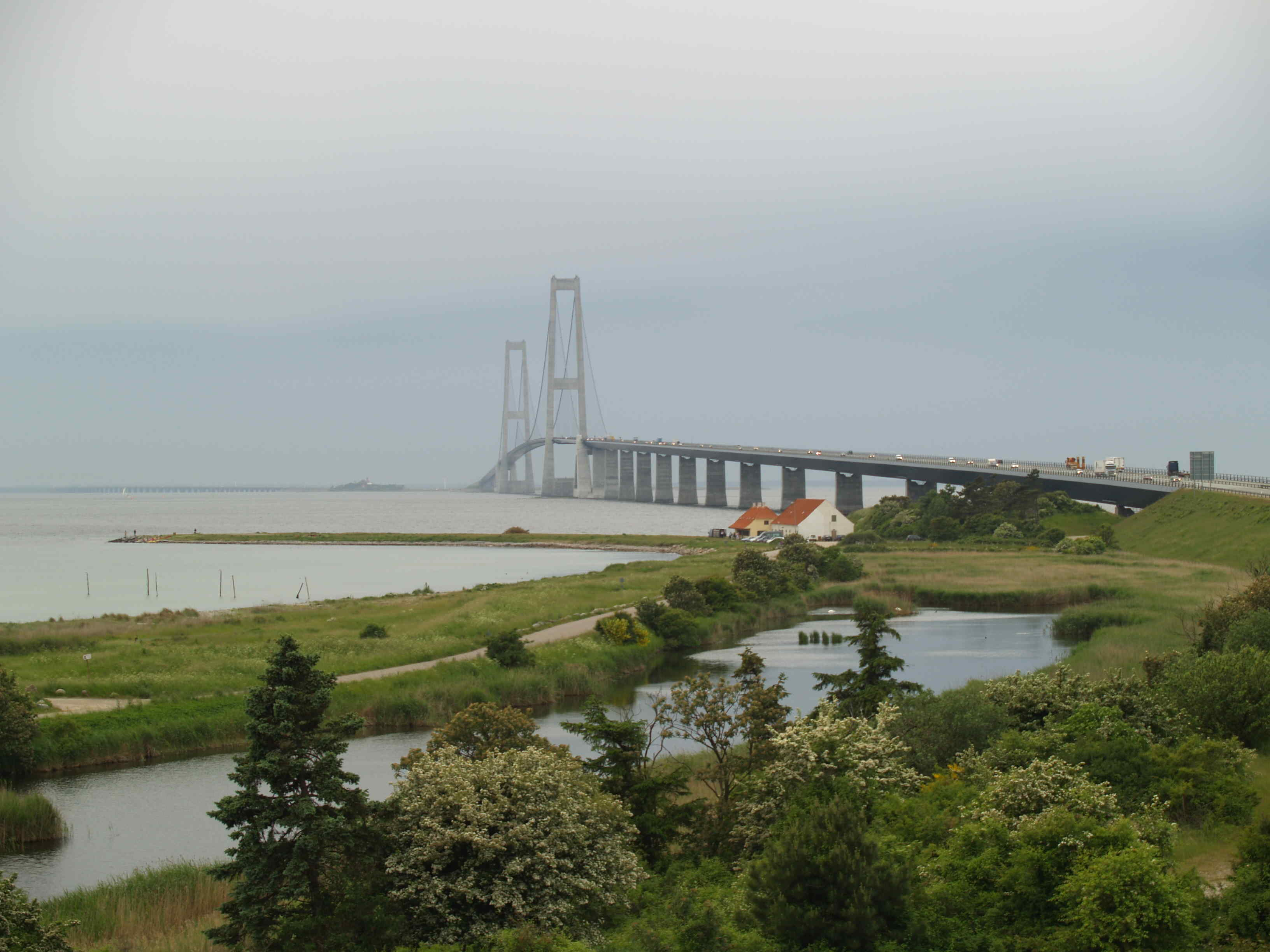
Die Halsskov Odde (Bildmitte links) mit der Storebælt-Brücke

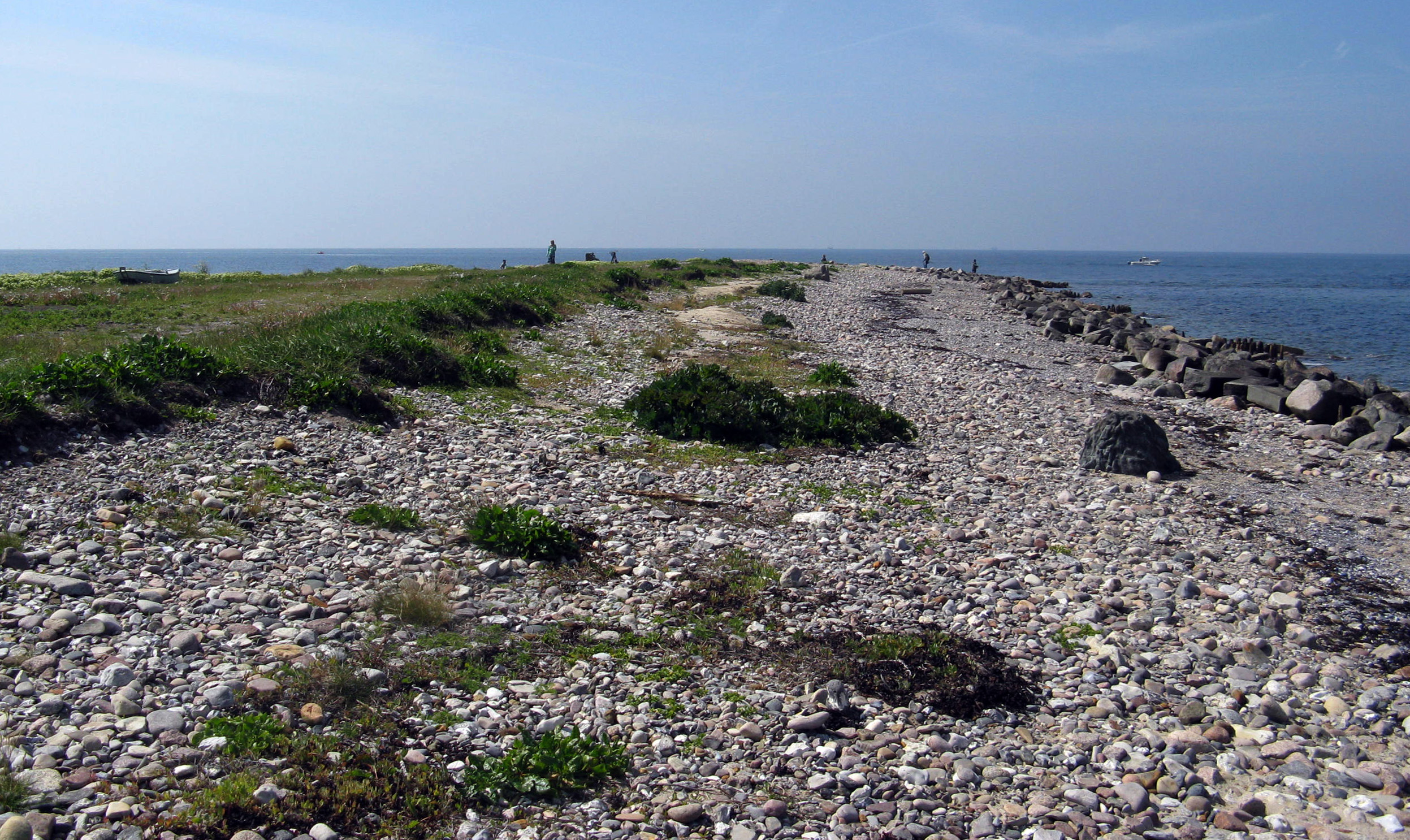
Blick nach Südwesten entlang der Halsskov Odde

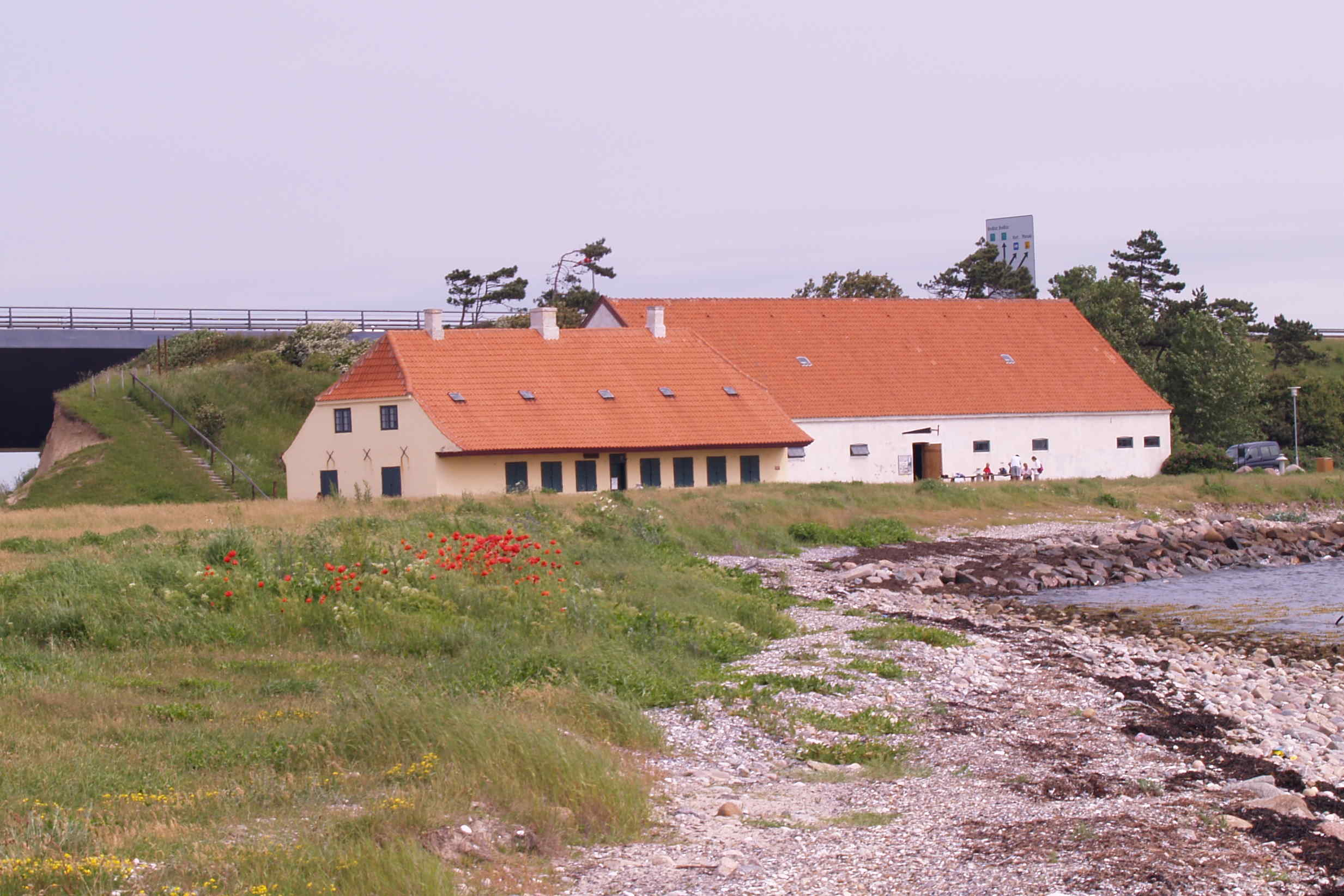
Posthaus und Eisboot-Museum (rechts) auf der Halsskov Odde

Die Halsskov Odde ist eine etwa 200 m lange Landzunge bzw. Odde nordwestlich der Hafenstadt Korsør im Westen der dänischen Insel Seeland und der westlichste Punkt des Gemeindegebiets von Korsør.
Sie erstreckt sich in den Großen Belt unmittelbar südlich der Storebælt-Brücke, die die Autobahn E 20 über den Großen Belt führt und auf die – und auf die Insel Sprogø – man von der Halsskov Odde einen ausgezeichneten Blick hat. Die Halsskov Odde diente beim Bau der Storebælt-Brücke als Bauplatz: dort wurden in einer eigens dazu angelegten Fabrik die Tunnel-Teile für die Eisenbahnunterquerung des Großen Belts gegossen. Nach dem Ende der Bauarbeiten wurden alle Spuren derselben entfernt und die Odde wieder in ihren ursprünglichen Zustand versetzt.
Von der Spitze der Odde erstreckt sich das Halsskov-Riff, eine langgestreckte Kies- und Sandbank, hinaus in den Großen Belt. Die Sandbank ist Kinderstube für viele Fischarten, und die Halsskov Odde ist daher vor allem im Sommer ein sehr beliebter Platz für Angler, denn dann kommen direkt vor der Spitze insbesondere Makrelenschwärme regelmäßig in Wurfweite. Schon ab April gehen die ersten Hornhechte an den Haken und Plattfische lassen sich an den sandigen Stellen das ganze Jahr über fangen. Auch Meerforellen und Dorsche gehen rings um die Halsskov Odde regelmäßig auf Beutezug. Parkmöglichkeiten gibt es reichlich beim Isbådmuseet am Ende des Storebæltsvej.
Von 1795 bis 1927 war die Halsskov Odde Ab- und Anlegeplatz für die damals zur winterlichen Überquerung des zugefrorenen Großen Belts benötigten Eisboote. Deren Geschichte ist im kleinen Isbådmuseet (Eisbootmuseum) am Beginn der Odde dargestellt, unmittelbar neben dem sogenannten Riff-Haus (Revhuset), das örtlichen Vereinen als Klubhaus dient.